# Граф де Ла-Конкіста

Герб графів де Ла-Конкіста

Герб 1-го графа де Ла-Конкіста

Граф де Ла-Конкіста (ісп. Conde de la Conquista) — іспанський дворянський спадковий титул XVIII століття.

## Історія
Започаткований королем Іспанії Карлом III у 1770 році для чилійського креола Матео де Торо Самбрано. Відповідно до королівського указу, титул був наданий за звершення Хуана де Торо Самбрано, одного з предків першого власника, під час завоювання Канарських островів. Титул був скасований 1818 року відповідно до Конституції Чилі, яка водночас ліквідовувала всі дворянські привілеї. 5 березня 1857 року титул був відновлений королевою Ізабеллою II для нащадка останнього власника титулу. Після смерті в 1877 році графині Марії Ніколаси де Торо Самбрано і Дюмон де Ольдр титул був скасований.
1954 року титул був удруге відновлений іспанським диктатором Франсіско Франко.

## Список графів
- Матео де Торо Самбрано (1770—1811), 1-й граф де Ла-Конкіста;
- Хосе Грегоріо де Торо Самбрано (1811—1816), 2-й граф де Ла-Конкіста;
- Мануель Марія де Торо-Замбрано і Дюмон де Ольдр (1816—1818), 3-й граф де Ла-Конкіста;
- Марія Ніколаса де Торо Самбрано і Дюмон де Ольдр (1818—1877), 4-й граф де Ла-Конкіста;
- Хуліо де Прадо і Колон де Карвахаль (1954—2014), 5-й граф де Ла-Конкіста[4];
- Хуліо Мануель де Прадо-і-Дієс (2014 — дотепер), 6-й граф де Ла-Конкіста[5].